# المسيحية في جرينلاند

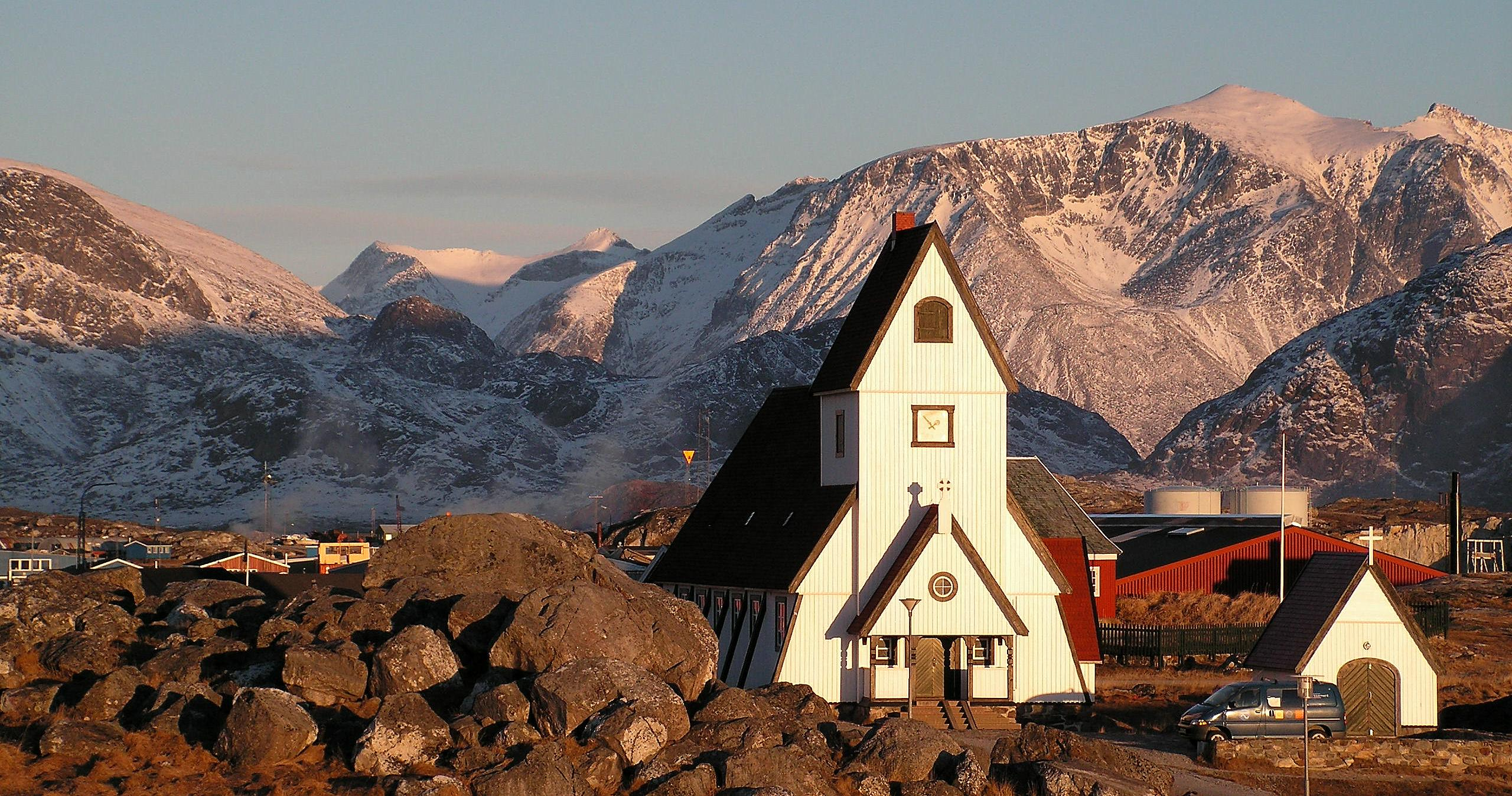
كنيسة لوثرية في جرينلاند.

يعتنق غالبية سكان جرينلاند دينًا على المذهب البروتستانتي، ومعظمهم أعضاء في كنيسة الدنمارك اللوثرية. تعد كنيسة الدنمارك الكنيسة الرسميَّة للبلاد بحسب دستور الدنمارك. وهذا ينطبق على كل من مملكة الدنمارك، بإستثناء جزر فارو، حيث أصحبت كنيسة جزر فارو اللوثريَّة مستقلة في عام 2007. وفقًا لإحصائيات تعود إلى عام 2010 تعد المسيحية هي الدين المهيمن في جرينلاند مع حوالي 96.1% من السكان، وينتمي 95.5% من السكان إلى المسيحية على مذهب البروتستانتية، وأغلب السكان أعضاء في الكنيسة اللوثرية في الدنمارك. في حين لا توجد بيانات إحصاء رسمي على أساس الدين في جرينلاند، الا أن المطران اللوثري في جرينلاند صوفي بيترسن  يشير إلى تقديرات بحوالي 85% من السكان هم أعضاء في الكنيسة اللوثرية. هناك حضور لأقليَّة رومانية كاثوليكية في البلاد، ويتبعون رعويًا من قبل أبرشية كوبنهاغن الرومانية الكاثوليكية. كما ولا يزال هناك مبشرين مسيحيين في الجزيرة، وهي أساسًا من الحركات الكاريزمية الخمسينية التي تقوم بالتبشير بين السكان المسيحيين المحليين.
كان المستعمرون النورديين الأوئل وثنيين، ولكن مع تحول ليف إريكسون إلى المسيحية على يد الملك أولاف تريغفاسون خلال رحلته إلى النرويج في عام 999 وقام بإرسال المبشرين إلى جرينلاند. أدَّت هذه البعثات إلى إنشاء ستة عشر رعية، وبعض الأديرة، وأسقفية في غارار. كان لإعادة اكتشاف هؤلاء المستعمرين ونشر أفكار الإصلاح البروتستانتي بينهم أحد الأسباب الرئيسيَّة لإعادة الإستعمار الدنماركي للبلاد في القرن الثامن عشر. وتحت رعاية كليَّة البعثة الملكية في كوبنهاغن، وصل المبشرون النرويجيون والدنماركيون اللوثريون والمبشرون الألمان المورافيون عن المستوطنات النوردية المفقودة، ولكن لم يُعثَر على أي نوري، وبدلاً من ذلك بدأ المبشرين بالوعظ والتبشير بين السكان الإنويت. وكان من أبرز المبشرين وبول وإيجدي وماتياس ستاتش وهانز أجد الذي انتمى للحركة التبشيرية اللوثرية النرويجية، ودعي باسم رسول جرينلاند، وقام بترجمة النصوص المسيحية للغة الإسكيمو. وتمت ترجمة العهد الجديد للغة الجرينلانديَّة بشكل تدريجي خلال عصور المستوطنة الأولى في جزيرة كانجيك، ولكن الترجمة الأولى للكتاب المقدس كله لم تكتمل حتى عام 1900.